# Новочемодановский сельсовет
Новочемодановский сельсовет — сельское поселение в Лев-Толстовском районе Липецкой области Российской Федерации.
Административный центр — село Новочемоданово.

## История
Статус и границы сельского поселения установлены Законом Липецкой области от 23 сентября 2004 года № 126-ОЗ «Об установлении границ муниципальных образований Липецкой области».
28 апреля 2010 года Законом Липецкой области № 385-ОЗ в состав сельсовета были включены населённые пункты упраздненного Ильинского сельсовета.

## Население
| 2010 | 2012  | 2013 | 2014 | 2015 | 2016 | 2017 |
| ---- | ----- | ---- | ---- | ---- | ---- | ---- |
| 1005 | ↗1012 | ↘992 | ↘984 | ↘963 | →963 | ↗964 |
| 2018 | 2021  |      |      |      |      |      |
| ↗970 | ↘910  |      |      |      |      |      |

## Состав сельского поселения
| № | Населённый пункт | Тип населённого пункта       | Население |
| - | ---------------- | ---------------------------- | --------- |
| 1 | Ильинка          | село                         | ↗193      |
| 2 | Митягино         | село                         | ↘408      |
| 3 | Митягино         | железнодорожная станция      | ↘2        |
| 4 | Николаевка       | деревня                      | ↘12       |
| 5 | Новочемоданово   | село, административный центр | ↘367      |
| 6 | Озерки           | деревня                      | ↘20       |
| 7 | Халатово         | железнодорожная станция      | 3         |